# Tom Slingsby
Tom Slingsby (ur. 5 września 1984 w Sydney) – australijski żeglarz sportowy, złoty medalista olimpijski.
Startuje w klasie Laser. Zawody w 2012 były jego drugimi igrzyskami olimpijskimi, debiutował w 2008 w Pekinie, gdzie zajął 22. miejsce. Ma w dorobku 5 tytułów mistrza świata w Laserze. Zwyciężył w 2007, 2008, 2010, 2011 i 2012, w 2006 był srebrnym medalistą. W 2010 – jako pierwszy Australijczyk – został wybrany żeglarzem roku przez Międzynarodową Federację Żeglarską.